# Церковь Успения Пресвятой Богородицы (Шарапово)
Церковь Успения Пресвятой Богородицы — православный храм Звенигородского благочиния Одинцовской епархии Московского патриархата. Находится в селе Шарапово Одинцовского городского округа. Храм построен в 1880—1887 годах по проекту архитектора И. Т. Владимирова. Имеет статус объекта культурного наследия регионального значения.

## История

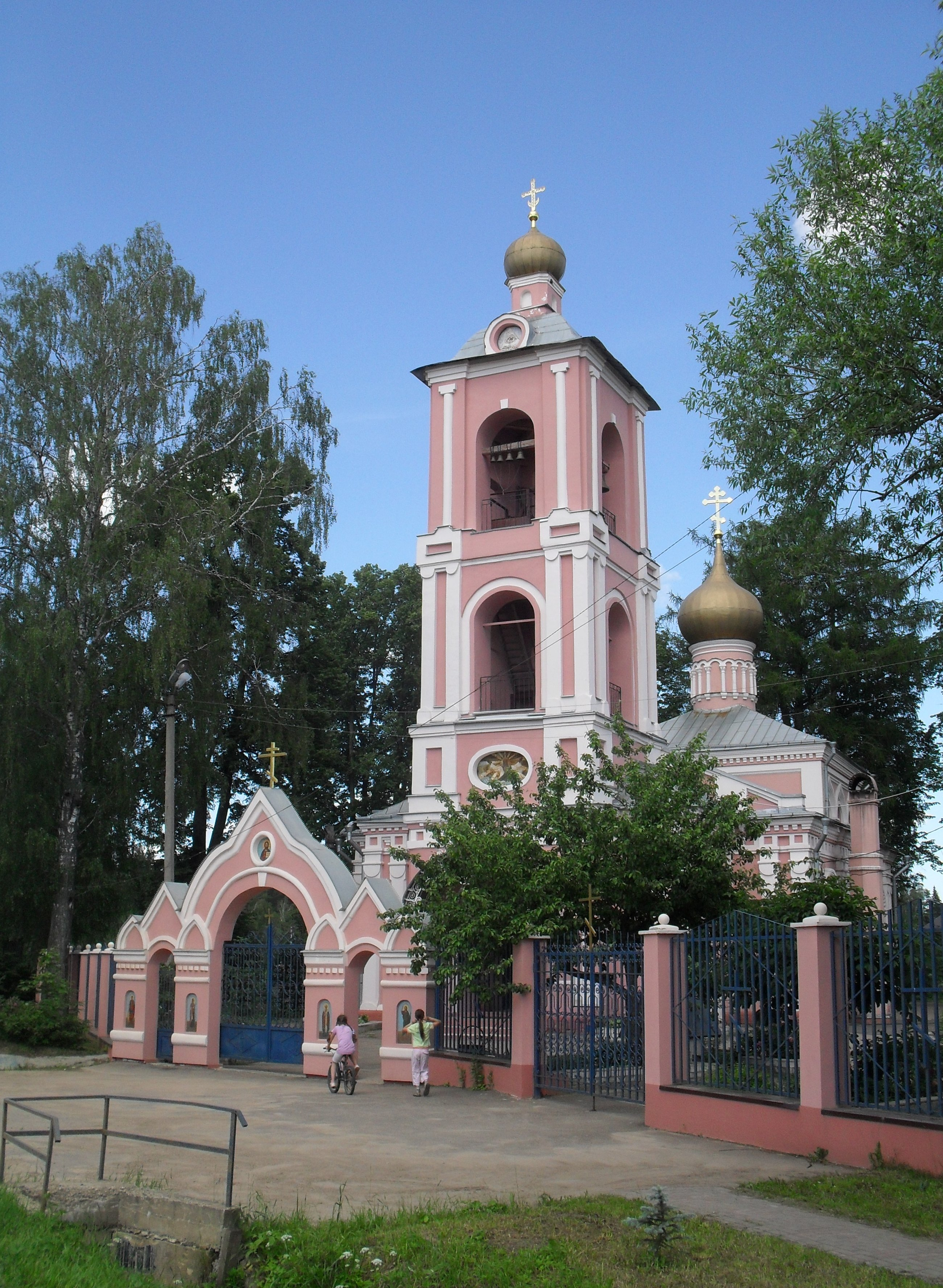
Колокольня и ворота храма

В 1702 году в деревне Носово Звенигородского уезда, принадлежавшем Михаилу Алексеевичу Воинову, была построена деревянная Успенская церковь. После этого деревня была переименована в село Носово, Успенское тож. К приходу этой Успенской церкви была приписана располагавшаяся в одной версте от Носова деревня Шарапово. К XIX веку деревянный Успенский храм обветшал. В 1879 году прихожане и священнослужители храма написали прошение митрополиту Московскому и Коломенскому Макарию (Булгакову) о сооружении новой каменной церкви взамен деревянной. Новый храм предполагалось построить в соседней деревне Шарапово, так как большая часть прихожан проживала именно там.
Прошение было удовлетворено, и в 1880 году началось строительство новой Успенской церкви. Автором проекта был архитектор Иван Терентьевич Владимиров. В 1885 году были освящены приделы во имя иконы Божией Матери «Всех скорбящих Радость» и Николая Чудотворца. Главный Успенский престол был освящён в 1887 году. Деревянный храм села Носово разобрали в 1889 году, а на его месте построили часовню.
В 1900 году у храма была построена каменная ограда с железными решётками. В 1906 году колокольня была надстроена вторым ярусом по проекту архитектора Ивана Петровича Румянцева. На ней был установлен колокол-благовестник.
В 1922 году были изъяты церковные ценности. 29 января 1941 года было принято решение о закрытии храма в связи с тем, что «церковь бездействует, группа верующих распалась и новой группы верующих после соответствующего извещения не оказалось». Здание церкви предполагалось приспособить под клуб, но начавшаяся Великая Отечественная война помешала этим планам. Тем не менее, внутреннее убранство было утрачено, а главный колокол был сброшен с верхнего яруса колокольни (сохранившийся язык сейчас выставлен на территории храма). Каменная ограда была разобрана.
В районе 1946 года храм был вновь открыт. В окрестных деревнях нашли колокол, которым заменили утраченный (его разместили на среднем ярусе). Иконы, сохранённые прихожанами, вернулись в храм. Вернулось в храм и большое деревянное распятие, сохранённое жителями Чапаевки.
До начала 1980-х годов в храме было печное отопление. На зиму главный храм перекрывался, службы проводились в Скорбященском приделе. Позднее было устроено центральное отопление с котельной и чугунными радиаторами.
В 2004 году в церковной сторожке начала работу воскресная школа. В 2009—2010 годах был построен Приходской дом с крестильней, библиотекой, кухней и трапезной.

## Настоятели
- Державин Сергий Иванович (1887—1891)[1]
- Лебедев Александр Алексеевич (1892)[1]
- Успенский Иоанн Иоаннович (1892—1893)[1]
- Державин Сергий Иванович (1893—1898)[1]
- Зверев Алексий Николаевич (1898 — после 1922)[1]
- Лебедев Михаил Семёнович (1948—?)[1]
- Расторгуев Иоанн (? — 1970-е)
- Рзянин Георгий Васильевич (1977—1978)[1]
- Сайгушев Александр Михайлович (1977—1978)[1]
- Антипов Илия Андреевич (1978—1979)[1]
- Гордеев Иоанн Михайлович (1979)[1]
- Донских Алексей Петрович (1979—2002)[1]
- Брайко Иван Иванович (с 2002)[1]